# Ritu Arya
Ritu Arya (Índia, 18 de setembre de 1988) és una actriu i música britànica i índia. Tot i que va començar a actuar a partir del 2010, interpretant diversos rols a sèries com Sherlock o Humans, es va fer famosa internacionalment el 2020 per la seva interpretació de Lila Pitts a la segona temporada de la sèrie Netflix: The Umbrella Academy.

## Filmografia

### Pel·lícules
- 2015: My Beautiful White Skin (curtmetratge)
- 2017: The Super Recogniser (curtmetratge)
- 2017: Jessamine (curtmetratge)
- 2017: Daphne
- 2019: Last Christmas

### Sèries
- 2013: The Tunnel: Mord kennt keine Grenzen
- 2013, 2017: Doctors
- 2014: Sherlock – The Sign of Three
- 2016, 2018: Humans
- 2016: We the Jury
- 2017: Crackanory
- 2018-2019: The Good Karma Hospital
- 2019: Cool & Fool – Mein Partner mit der großen Schnauze
- 2020: Dr. Who[2]
- 2020: The Umbrella Academy
- 2020: The Stranger
- 2020: Feel good